# Tengrela-tó
A Tengrela-tó kis területű tó Burkina Faso délnyugati részén, Banfora város közelében.
Híres a vízilovairól, amelyeket a helyiek szent állatként tisztelnek, mert nem bántották még az ott élőket. Krokodilt még nem láttak a tóban. A Tengrela 2 km hosszan és mintegy 1,5 km szélességben terül el. Szerepel a Ramsari egyezmény élőhelylistáján a különösen ritka tavi növényzet miatt. A tóban előforduló jelentősebb vízinövények között említhető egy tündérrózsa-faj, a Nymphaea lotus (nílusi tündérrózsa), a vidrafűfélék közé tartozó Nymphoides ezannoi, a füzényfélék közé tartozó Trapa bicornis, valamint a rencefélékhez tartozó Utricularia stellaris.

## Fordítás
- Ez a szócikk részben vagy egészben  a   Lake Tengrela című angol Wikipédia-szócikk ezen változatának fordításán alapul.  Az eredeti cikk szerkesztőit annak laptörténete sorolja fel. Ez a jelzés csupán a megfogalmazás eredetét és a szerzői jogokat jelzi, nem szolgál a cikkben szereplő információk forrásmegjelöléseként.
- Ez a szócikk részben vagy egészben  a   Téngrélasee című német Wikipédia-szócikk ezen változatának fordításán alapul.  Az eredeti cikk szerkesztőit annak laptörténete sorolja fel. Ez a jelzés csupán a megfogalmazás eredetét és a szerzői jogokat jelzi, nem szolgál a cikkben szereplő információk forrásmegjelöléseként.